# Confine tra Polonia e Repubblica Ceca
Il confine tra la Polonia e la Repubblica Ceca descrive la linea di demarcazione tra questi due stati. Ha una lunghezza di 796 km

## Caratteristiche
Il confine interessa la parte sud-occidentale della Polonia e la parte nord-orientale della Repubblica Ceca. Ha un andamento generale da nord-ovest a sud-est.

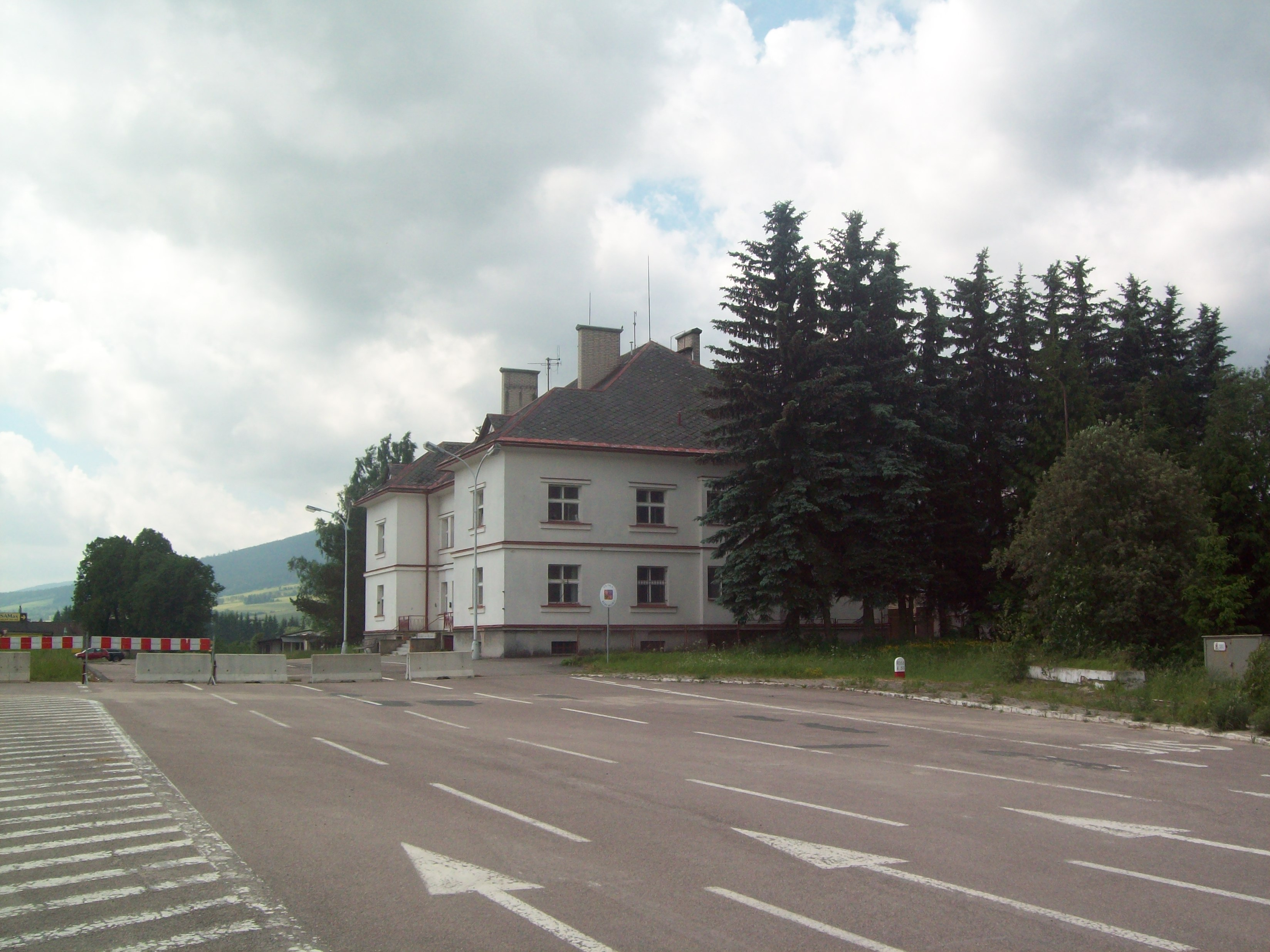
Il confine nei pressi di Boboszów, Voivodato della Bassa Slesia, e Dolní Lipka, Regione di Pardubice.

Il confine inizia alla triplice frontiera tra Germania, Polonia e Repubblica Ceca e termina alla triplice frontiera tra Polonia, Repubblica Ceca e Slovacchia.